# Sabicea tchapensis
Sabicea tchapensis là một loài thực vật có hoa trong họ Thiến thảo. Loài này được K.Krause miêu tả khoa học đầu tiên năm 1912.